# Фентернет
„Електронно списание Фентернет“ е фензин за фантастика, прогностика и евристика.
Списанието започва да излиза през 2000 г. в електронен вид и в хартиен от 2001 г. със средно 3 броя на година. Печатни броеве излизат през 2001 г. (2 бр.), 2002 г. (2 бр.), 2003 г. (2 бр.), 2004 г. (5 бр.), 2005 г. (4 бр.), 2006 г. (2 бр.) Удостоено е с наградата „Еврокон“ за най-добър фензин през 2003 г.

## Екип
Съставител и автор на повечето материали е Атанас Петков Славов.
- Йордан Янков
- Калин Ненов
- Валентин Иванов
- Иван Попов
- Сергей Бережной
- Александър Карапанчев
- Иван Петров